# Айва

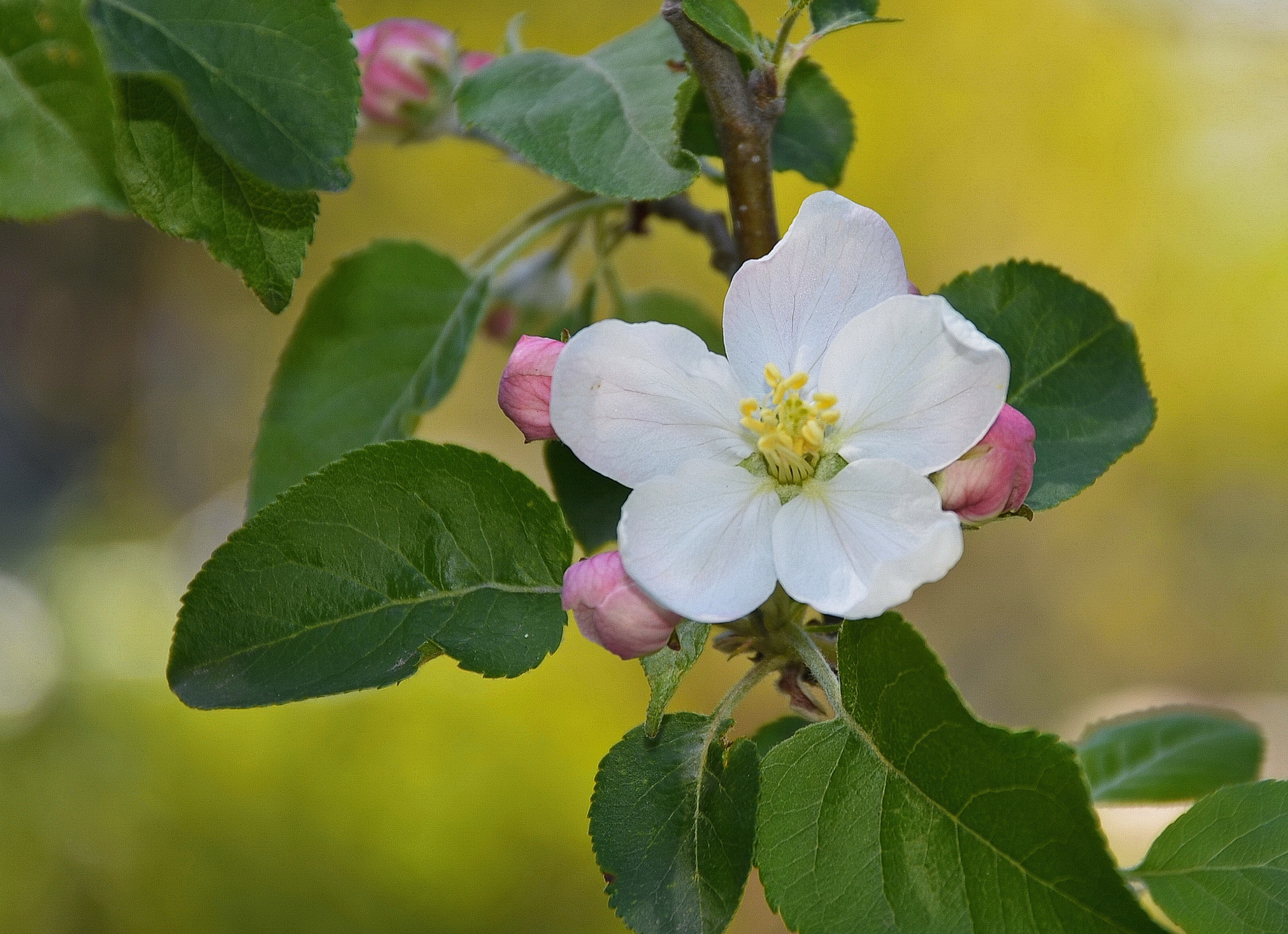
Айва́ звичайна (Cydonia oblonga). Квіти.

Айва́ звичайна (Cydonia oblonga) — єдиний представник роду Cydonia родини трояндових (Rosaceae) підродини мигдалевих. Батьківщиною айви є Кавказ і північний Іран; зараз повідомляють про її вирощування з усіх континентів, крім Антарктиди. Плоди від 30 до 2500 грамів, кулясті й грушоподібні, лимонно-жовті, тверді, кисло-солодкі, терпкі, ароматні, містять 5–12 % цукрів і ≈ 1 % кислот; споживають їх здебільшого переробленими (варення, желе, компоти, цукати та ін.). Урожайність — до 100–140 ц/га.

## Назва
Слово «айва» походить від праіндоєвропейського «абл», тобто «плід». У перській ця назва вимовлялася як «аб'я», а в турецькій перетворилася спочатку на «ав'я», а з XIII сторіччя — на «айва». До української слово потрапило або безпосередньо з турецької, або через посередництво кримськотатарської мови [ЕСУМ І, 53]. Народні назви: айва́, пигва́, пи́ґва, піґва, а́лева, альва́, бедрянка цареградська, бодряна, гду́ля, гуни, гуні(я), гунна, гуня, гунь, гутуля, ґду́ля, ґу́та, ґуте́й(я), ґуту́ля, дуня, журави́нник, ї́ва, квіт, квітове́ де́рево, кормо́ша, косма́чка, куделя, ліма́й, квітове дерево.

## Опис

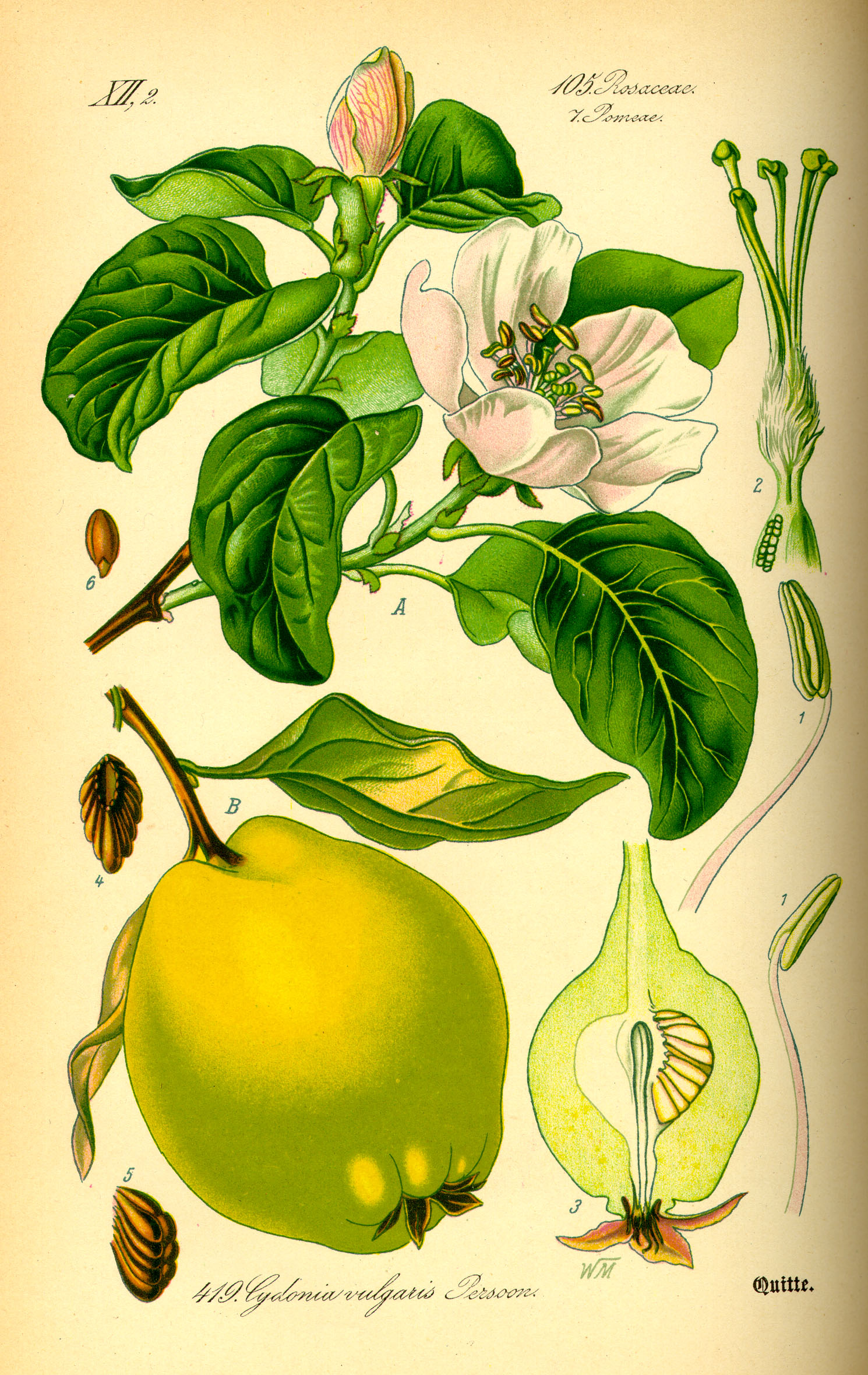
Квітка, плід, зерня айви. Ілюстрація з книги Доктора Отто Вільгельма Томе, Флора Німеччини, Австрії та Швейцарії, 1885 року.

Айва росте як багатостовбурний чагарник або невелике дерево до 7 м у висоту, із запушеними бруньками, черешками листя, листям і плодами. Кора молодих гілок фіалкова й волохата — пізніше коричнево-фіалкова і гладка. Листя від яйцюватих до довгастих, бл. 5 см упоперек і 10 см у довжину. І квіткове, і плодове стебла волохаті й завдовжки близько 5 мм. Поодинокі рожеві й білі квіти ростуть на кінцях коротких молодих пагонів навесні; вони від 4 до 5 сантиметрів діаметром і мають 5 пелюсток, 20 і більше тичинок. Плоди ароматні, багатосім'яні зерняткові близько 8 сантиметрів у діаметрі. Форма коливається від округлої до грушоподібної, м'якуш жовтий, розмір фруктів і розмір листя культивованих сортів може бути в багато разів більшим, ніж у диких рослин, описаного вище. Плоди зріють у кінці осені. Усі сорти самозапильні. 2n = 34. Насіння червоно-коричневе, обернено-яйцеподібне, 1000 насінин мають вагу 24–45 г. Насіння містить слиз, токсичні ціаногенні глікозиди й олію. Фрукт містить багато вітаміну С, калію, натрію, цинку, заліза, міді, марганцю і фтору, дубильні речовини, танін, органічні кислоти, пектин і багато слизу.

## Поширення
Батьківщиною вважаються Кавказ і Центральна Азія. У стародавні часи, айва поширилася від свого центру походження до країн, що межують із Гімалаями на сході й по всій Європі на захід. Була відома мешканцям Вавилона та стародавнім євреям — і нині використовується юдеями при виготовленні святкових новорічних страв. Греки спочатку йменували айву «золотими», а потім «кидонськими яблуками». Як їжу і як ліки її вживали римляни, араби та мешканці середньовічної Європи. Айва має безліч застосувань і традицій, пов'язаних із нею в усьому цьому широкому діапазоні поширення.
Нині культивується в Північній та Південній Америці, Іспанії, на Балканах, Кавказі, у Нижньому Поволжі, Середній Азії, Молдові. В Україні — головним чином на півдні, а також у Закарпатті. Поширені сорти: Анжерська, Бередького, Міча врожайна, Португальська, Берегівська, Алуштинська, Бахчисарайська та інші. Квітуча айва з родини Chaenomeles культивується через її гарні червоні квіти як декоративна рослина.

## Використання
Має жовті, грушоподібні плоди, які використовуються для приготування консервів. Плодоносить на 3—4-й рік. Плоди тверді, кисло-солодкі, терпкі, ароматні, містять 5—12 % цукрів і близько 1 % кислот. Споживають плоди здебільшого переробленими (варення, желе, компоти, цукати та інше). Урожайність — до 10—14 т/га. Айву використовують як підщепу для груші.
З айви готують наливку чи настоянку — айвівку.

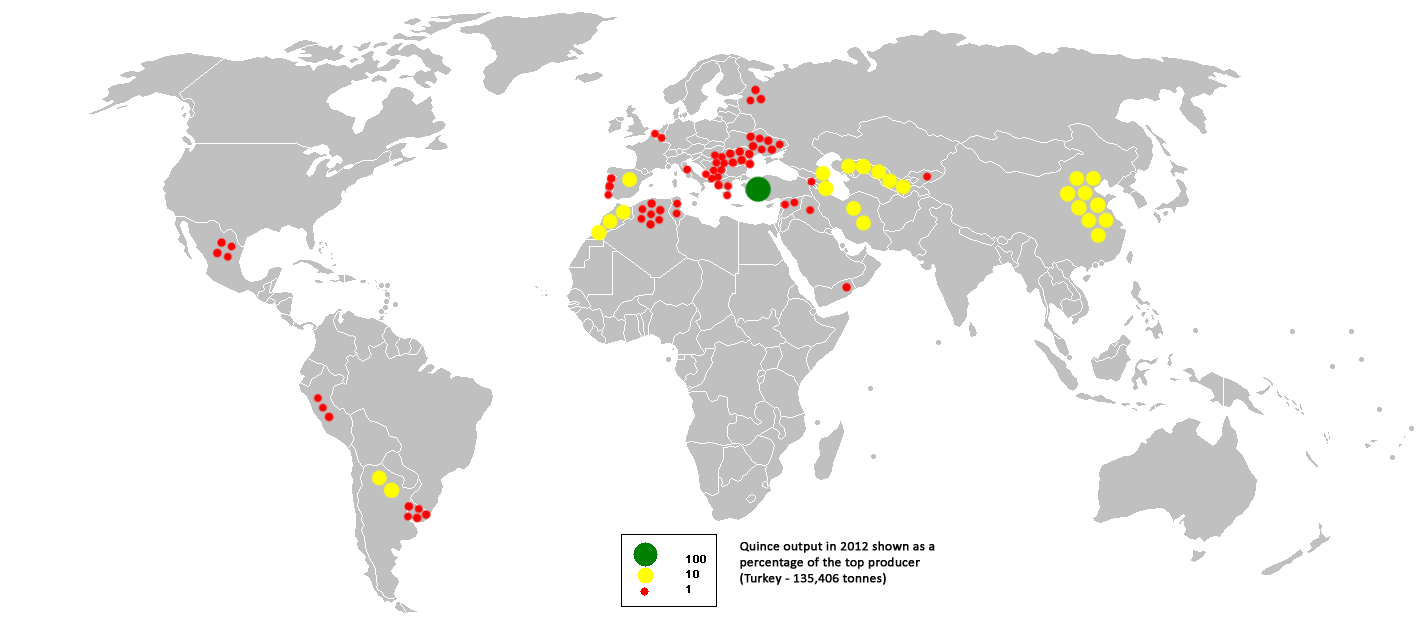
Культивування айви, 2012 рік

| Найбільші виробники айви, 2021 | Найбільші виробники айви, 2021 |
| Країна                         | Тонни                          |
| ------------------------------ | ------------------------------ |
| Туреччина                      | 192 012                        |
| КНР                            | 111 377                        |
| Узбекистан                     | 97 536                         |
| Іран                           | 90 564                         |
| Марокко                        | 54 641                         |
| Source:                        |                                |

## Світлини

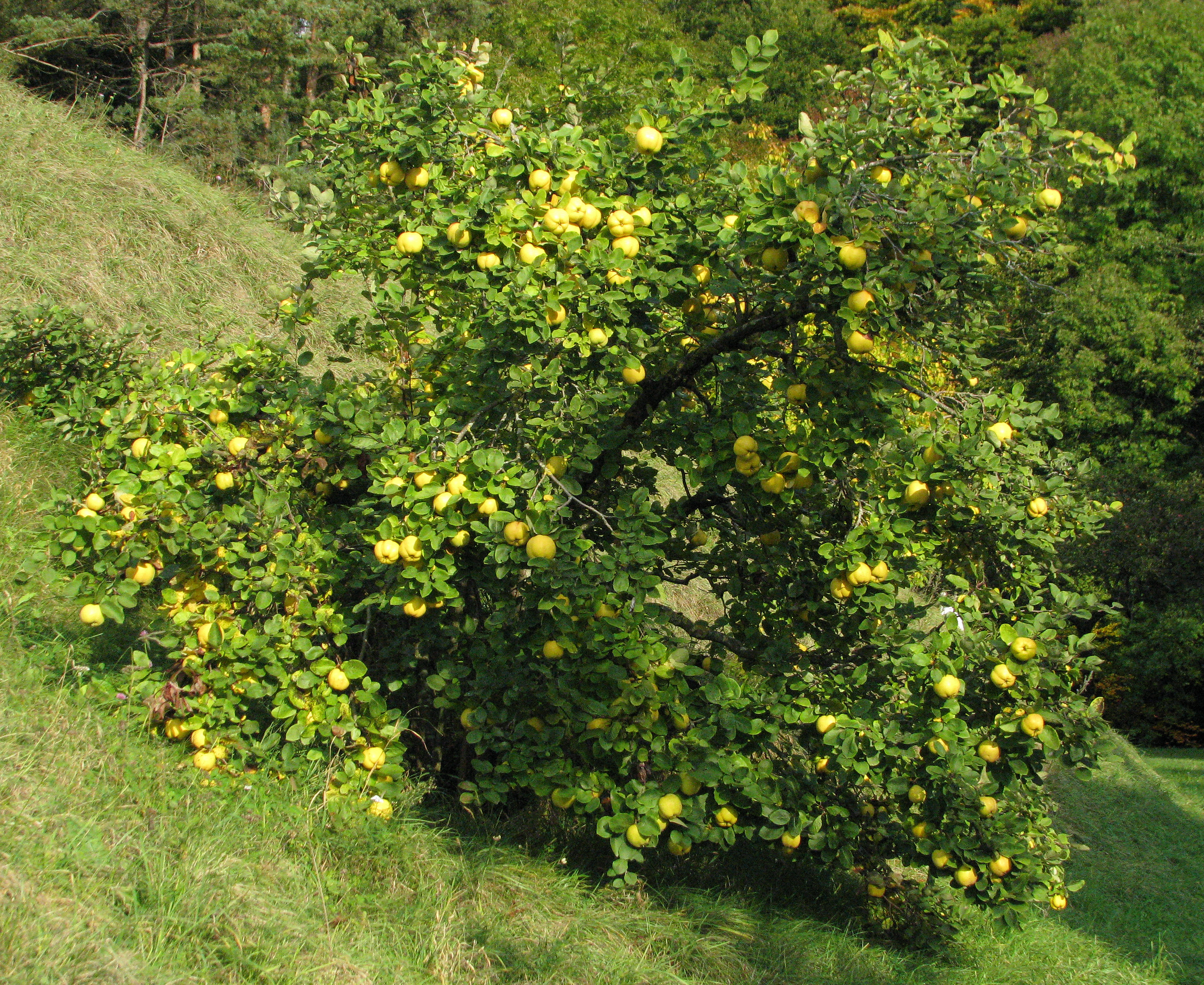
Деревце з плодами
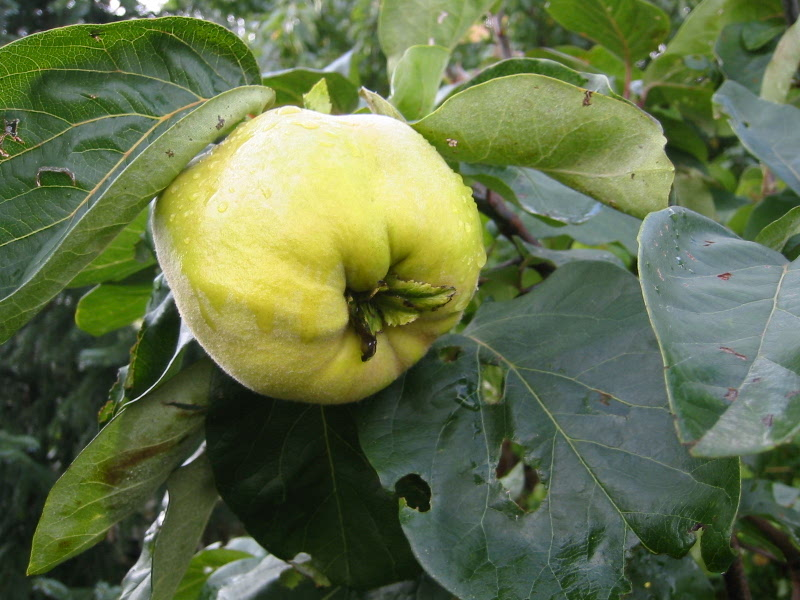
Плід
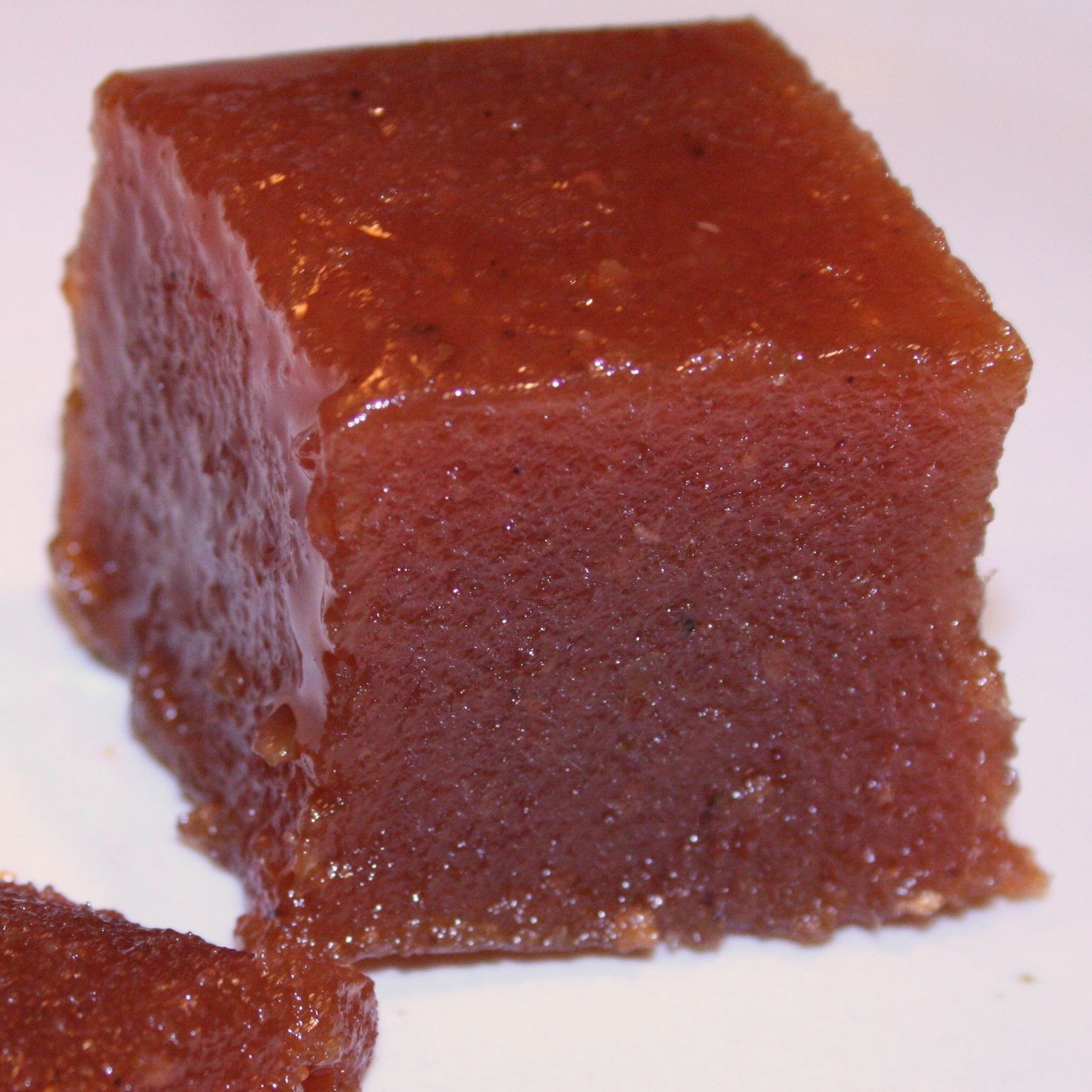
Айвове желе
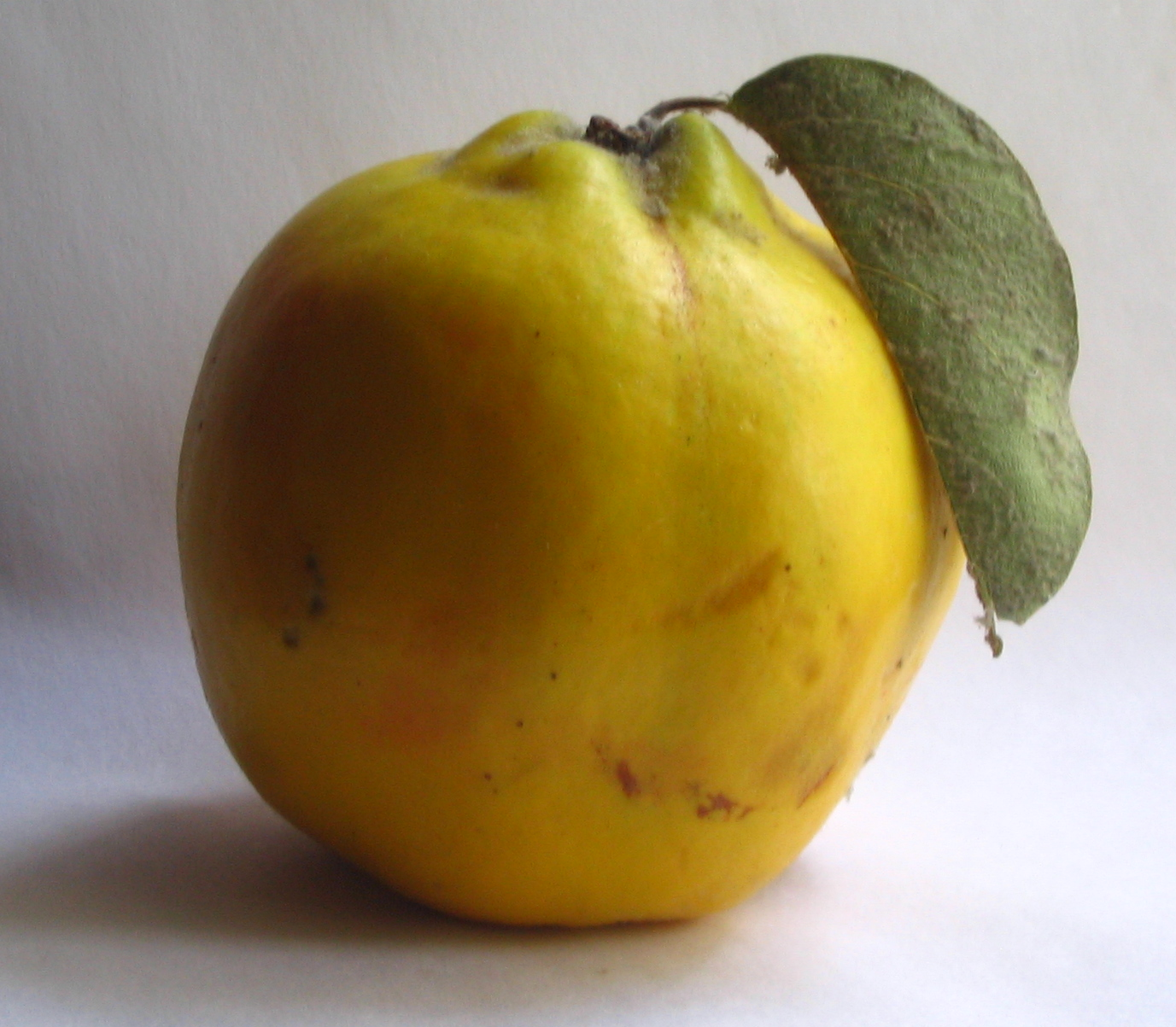
Айва, плід